# Broad Street (Philadelphie)
Pour les articles homonymes, voir Broad Street et Broad.
Broad Street est une rue de Philadelphie, l’une des principales artères de cette ville américaine de Pennsylvanie.